# أدان بيريز
أدان بيريز (بالإسبانية: Adán Pérez)‏ هو لاعب كرة قدم إسباني، ولد في 24 أكتوبر 1989 في كينتو في إسبانيا. لعب مع راسينغ سانتاندير وريال سرقسطة ونادي ديبورتيفو إيبرو.

## وصلات خارجية
- أدان بيريز على موقع قاعدة بيانات كرة القدم.إي يو (الإنجليزية)
- أدان بيريز على موقع Soccerway.com (الإنجليزية)
- أدان بيريز على موقع AS.com (الإسبانية)